# Комиссия Овермэна

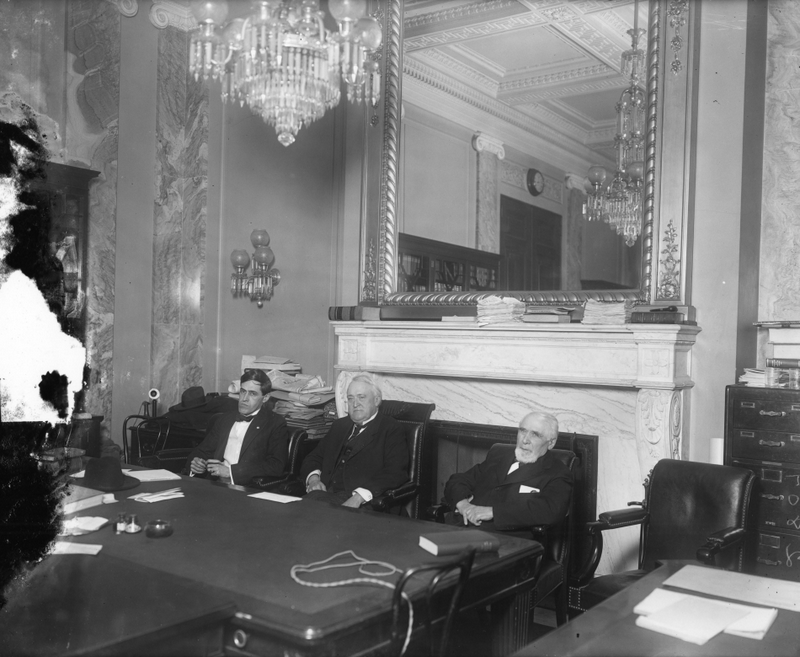
Трое из пяти членов комиссии: сенаторы Уолкотт, Оверман и Нельсон.

Комиссия Овермэна (с сентября 1918 г. по июнь 1919 г.) — специальная подкомиссия комиссии по судебным делам Сената США, работавшая под председательством демократического сенатора от штата Северная Каролина Ли Слейтера Овермэна (Overman Lee Slater). Комиссия Овермэна стала предтечей «Комиссии по расследованию антиамериканской деятельности», и получила от Сената Соединённых Штатов задание расследовать германскую, большевистскую и прочую «антиамериканскую деятельность», а также возможные последствия внедрения большевизма в США.

## Работа комиссии
11 февраля — 10 марта 1919 года Комиссия Овермэна проводит слушания по большевизму, допросив более 20 свидетелей, две трети из которых стояли на резко антибольшевистских позициях, и требовали военного вторжения в Россию. В числе свидетелей имелись белоэмигранты и деятели революционного движения в России, в частности, Брешко-Брешковская Е. К., заявившая, что «Я писала вашему посольству в России, что, если бы вы оказали нам поддержку в виде пятидесяти тысяч хороших солдат вашей армии, большевики были бы свергнуты!». Также был допрошен полковник Реймонд Робинс (см. Американская миссия Красного Креста в России), рассказавший о попытках представителей США развернуть в России в 1917 году пропаганду с целью предотвратить её выход из войны («Мы предполагали захватить в свои руки бумажный рынок в России и уничтожить большевистскую прессу. На фронте печаталось очень много листков, которые мы хотели задушить, чтоб создать вместо них ряд газет для солдат и поставить на ноги несколько боевых печатных органов со здоровой идеологией»). Помимо революционного хаоса в Советской России, Комиссия рассмотрела также большевистские настроения среди американской интеллигенции, степень вовлечения евреев в революционное движение в России, и якобы «национализацию женщин».

### Показания американских граждан — противников большевизма
Полицейский инспектор департамента полиции города Нью-Йорка Томас Тунни сообщил о политической деятельности Троцкого в Нью-Йорке (где он находился с 14 января по 26 марта 1917 года), в частности, о призывах сбросить «проклятое, гнилое, капиталистическое» правительство США. Также Тунни насчитал в Нью-Йорке до 50 тыс. чел., симпатизирующих идеям коммунизма, «главным образом — русские, испанцы и итальянцы, некоторое количество немцев», американцев среди них «очень мало». Фактически, Тунни связал «анархистские» настроения главным образом с недавними иммигрантами в США.
Член комиссии Овермэна, республиканский сенатор от штата Миннесота, американец норвежского происхождения Кнут Нельсон прокомментировал показания Тунни словами: «У вас там что, гнездо анархистов, в Нью-Йорке?», на что получил ответ свидетеля: «Да, сенатор; их там ещё много».

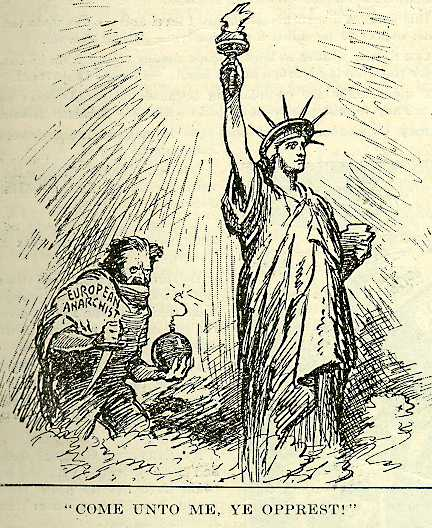
Карикатура 1919 года, изображающая попытки «европейского анархиста» взорвать Статую Свободы

Служащий Министерства Торговли США, коммерческий атташе при посольстве США в России Уильям Чапин Хантингтон, находившийся в России с июня 1916 по 2 сентября 1918 года, сообщил Комиссии о массовом взятии заложников в ходе красного террора и закрытии оппозиционных газет, зачитал официальное постановление о введении «красного террора». Также, по его мнению, «вожди, я должен сказать, на примерно две трети — русские евреи, и примерно на одну шестую или более — других национальностей, как латыши или армяне. Потом грузины. И оставшееся число — славяне. <…> Но лучшие из евреев <…> не одобряют этого всего и никогда не одобряли, и они боятся последствий для своего народа».
Методистский пастор Джордж А. Симмонс, находившийся в России с осени 1907 по 6 октября 1918 года показал, что население Петрограда уменьшилось с довоенных 2 млн. 300 тыс. чел. до 600—800 тыс. чел., обвинил красногвардейцев и латышей в массовых изнасилованиях и грабежах. Он же заявил о большом, по его мнению, количестве евреев из нью-йоркского района Нижний Ист-Сайд среди «агитаторов» и «большевистских вождей», однако определил их, как «отступников», которые «оставили веру своих отцов и предков» («one who has given up the faith of his fathers or forefathers»), свидетельствовал, что они преследуют также и евреев-капиталистов. Также Симмонс подчеркнул, что «добропорядочные евреи — американские граждане» не имеют никакого отношения к событиям в России, и особо выделил, что речь идёт именно о «отступниках» («apostate»), которые, вдобавок, состоят из недавних иммигрантов, «не настоящие американцы», и говорят «на ломаном английском».

М-р Симонс: С сожалением я должен сказать, что средний русский священник никогда не пользовался уважением или даже любовью широких масс. Было некоторое чувство против них. …Большевики обнаружили, что могут воспользоваться этой предубежденностью русских людей и сделать её орудием против Русской Православной церкви, которую большевики подозревали в монархических чувствах. Большевики все время нападали на православную церковь. Она была для них реакционным институтом.

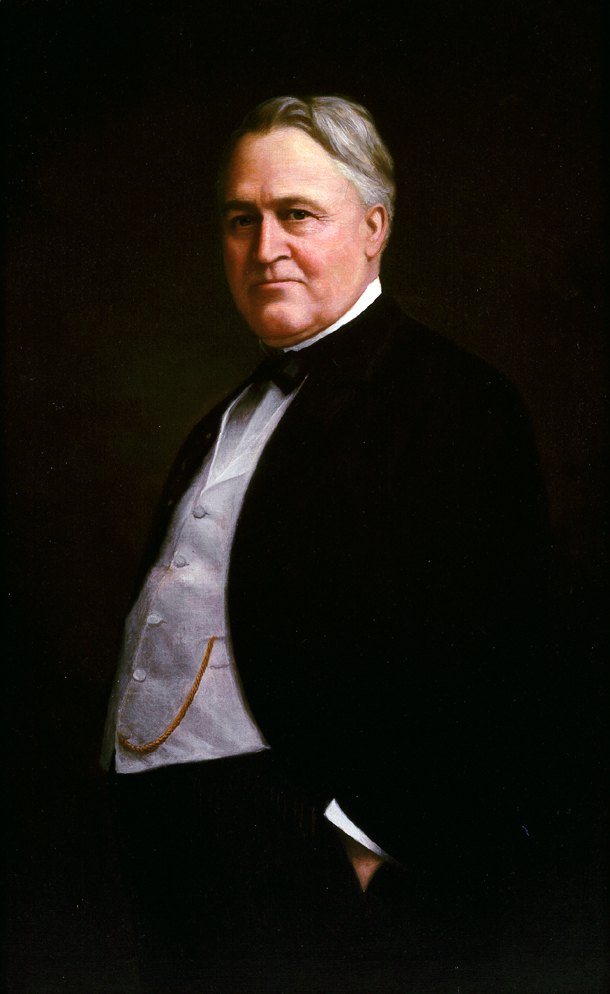
Председатель Комиссии, демократический сенатор от штата Северная Каролина Ли Слейтер Овермэн
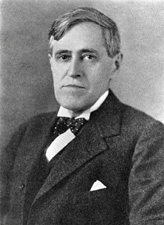
Член Комиссии, демократический сенатор от штата Делавэр Джозия Оливер Уолкотт
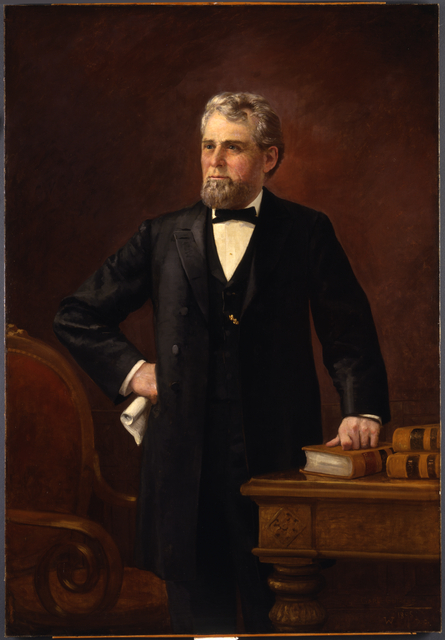
Член Комиссии, республиканский сенатор от штата Миннесота, американец норвежского происхождения Кнут Нельсон
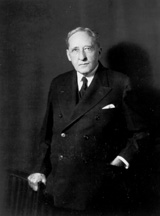
Член Комиссии, демократический сенатор от штата Юта, мормон Вильям Генри Кинг

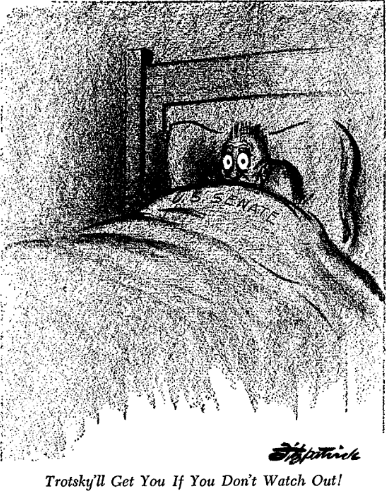
Карикатура 6 февраля 1919 года. Сенатская комиссия Овермэна трясётся от страха перед призраком Троцкого.

Также Симмонс обвинил «Ленина и Троцкого» в получении финансирования от германского правительства, и сообщил фантастические сведения, что «правительство» Северной области («Северной коммуны»), в которую входил также и Петроград, якобы состояло из 338 человек, из которых 265 являются евреями из Нижнего Ист-Сайда, а один — негром, «называющим себя профессор Гордон». Выступавший позднее свидетель Р. Б. Деннис дал примерно те же показания, так же сообщив, что никто из этих евреев не был натурализован в «этой стране» (США), то есть все они являлись в Америке недавними иммигрантами.
Член Комиссии Овермэна, демократический сенатор от штата Юта Вильям Кинг, задал свидетелю вопрос о составе Красной армии, на что свидетель описал её, как имеющую «ядро» из латышей, китайцев и немецких военнопленных. «Самым жестоким элементом» революций 1905 и 1917 годов свидетель назвал латышей (в действительности формирование латышских стрелковых частей началось лишь в 1915 году, и в революции 1905 года они участвовать не могли). Помимо прочих показаний, свидетель описал петроградский «классовый паёк» из четырёх категорий. Сам он был приписан к третьей категории, и получал одну восьмую фунта хлеба в месяц, несмотря на то, что занимался благотворительностью и, по его словам, пытался «доставить продовольствие в Россию». На вопрос сенатора Кинга «То есть современное большевистское правительство — это просто диктатура, управляемая Лениным и Троцким?» свидетель ответил утвердительно.
Кроме того, свидетель показал, что, по его мнению, переход латышских национальных частей на сторону большевиков был обеспечен лично Троцким, который их «усердно охаживал в течение месяцев», назначил им дополнительный паёк и, по утверждению свидетеля, сообщил о том, что будет закрывать глаза на грабежи и изнасилования, которые в будущем могут устроить латыши.
Сотрудник миссии YMCA, доктор Р. Б. Деннис, находившийся в России с 1 ноября 1917 года по 2 сентября 1918 г. сообщил о занятии красноармейцами Ростова, расстрелах белогвардейцев и о надписях на красноармейских броневиках «Смерть богатым».

Сенатор Уолкотт: И эти большие митинги, на которых вы присутствовали, на которых зал был переполнен — эти митинги сочувствовали высказывавшимся идеям, или это были в основном просто любопытствовавшие? 
М-р Деннис: Было некоторое количество наблюдателей, как я, было немало правительственных наблюдателей. Но с первым упоминанием Ленина и Троцкого толпа поднялась и аплодировала пять минут. На стене у них был вывешен список советских республик мира. Этот список был несколько преждевременным, я думаю. Но он там висел. Он начинался Россией, Германией, Норвегией, Швецией и потом тянулся, а в конце стоял вопрос «Кто следующий?». И каждый оратор, не открытыми словами, но намеками говорил, что следующей будет Америка. И каждый раз это вызывало аплодисменты. 

Торговый представитель министерства торговли США Роджер Е. Симмонс, проживавший в России с июля 1917 по ноябрь 1918 сообщил о том, что Красная армия была организована для борьбы с вооружённым сопротивлением внутри России, а её ядром стали, по его мнению, латыши, китайцы и немецкие военнопленные. Сам Роджер Симмонс арестовывался ВЧК, где ему пришлось спать в камере на цементном полу, и свидетельствовал о расстреле нескольких своих сокамерников, адвоката еврея Виленкина и неизвестного «молодого князя», по всей видимости — в качестве заложников по «красному террору». Вместе с тем свидетель заявил, что во главе ВЧК стоял латыш Петерс (на самом деле Петерс был зампредом ВЧК, был председателем только летом 1918 года, когда Дзержинский был временно отстранён из-за подозрений в причастности к левоэсеровскому мятежу в Москве).

Другой случай, который я могу вам рассказать в этой связи, и о котором, я считаю, вы должны знать, таков: Если вы помните, я сказал, что когда Эйдук приказал взять меня под стражу, вошло двое кронштадтских матросов. Они сказали Эйдуку: «У нас поезд из 400 матросов, которые отправляются на беломорский фронт, но мы отказываемся ехать дальше, пока вы не дадите нам больше хлеба. Мы получаем только фунт с четвертью (500 г.) в день». Эйдук взъярился и сказал им убираться вон. Они ответили в том же духе, а потом посоветовали ему съездить в Кронштадт — поучиться как снабжать войска и как быть хорошим комиссаром. Это так разъярило Эйдука, что он приказал своим охранникам: «Чтобы через 20 минут эти двое были в могиле». И конвоиры, которые везли меня потом в Москву, сказали, что через 20 минут эти люди были в могиле. Но через три четверти часа матросы в поезде всё узнали, вышли из поезда и превратили вагон, который был кабинетом Эйдука — вагон Эйдука, а не Кедрова — в решето. Он выглядел как оловянная банка, в которую выстрелили несколько сот раз. Чтобы подавить бунт, из Вологды привезли латышских стрелков, которые в конце концов заставили матросов уехать. Латыши ходили взад и вперед под окнами нашего тюремного вагона. Латышами командовали два человека, которые были немцами — в этом мы все трое согласились; если припомните, кроме меня и секретаря был ещё англичанин. У немцев были другие лица. 

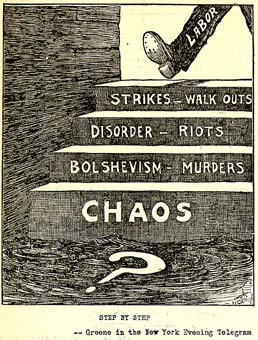
Карикатура в газете Нью-Йорк Ивнинг Телеграм 1 ноября 1919 года

Кроме того, по мнению свидетеля, пропаганда большевиков «блестела, как золото», и захватила своим энтузиазмом многих среди населения России, по крайней мере, в «первые 8-10 недель». Однако затем, как утверждал свидетель, «Действительность оказывалась не в соответствии с теорией. Большевики говорили о своих идеалах, но не действовали в соответствии с провозглашаемыми идеалами».
Помощник бухгалтера банка National City Bank Уильям У. Уэлш, находившийся в России с октября 1916 по 1 сентября 1918 года, показал, что сам был свидетелем охоты большевиков за евреем-капиталистом, и слышал об охоте за ещё одним, который смог собрать выкуп только в 60 тыс. руб. вместо требуемых 100 тыс., и был убит. Также Уэлш скептически описал последствия введения большевиками «рабочего контроля» в 1917 году: рабочие комитеты смогли управлять заводами, по словам свидетеля, один-два месяца, но не смогли организовать снабжение и сбыт продукции, после чего все заводы закрылись, а сами рабочие «ушли в деревню».
Анонимный свидетель (вместо имени в протоколах прочерк) из Нью-Йорка покинул Россию 28 января 1918 года, на следующий день после того, как американское посольство было эвакуировано из Петрограда. В мае 1917 года все его 50 петроградских служащих забастовали и выдвинули «неприёмлемые» требования, так что он был вынужден перевести свой бизнес в Москву, где революционные настроения были не такие сильные.
Свидетель сообщил о национализации банков под предлогом финансирования ими сил Корнилова и Каледина «в южной части России»; ему самому официально было разрешено вывезти в Финляндию только 500 рублей на человека (вместе с женой и сестрой 1500). Валюта быстро обесценивалась вследствие массового печатания большевиками денег, по его заявлению деньги печатались даже без дат, номеров, и без печатей. Также свидетель показал, что, по его сведениям, царский золотой запас был эвакуирован на Волгу ещё в 1914 году, в первые дни войны.
Свидетель заявил, что неоднократно лично видел, как красногвардейцы борются с мародёрством разложившихся солдат, грабивших винные лавки. Он описал Красную Гвардию, как «вполне серьёзную силу», которая, однако, состояла из заводской молодёжи, никогда не проходившей военной подготовки. Непосредственно после Октябрьской революции, по его заявлению, обстановка в Петрограде даже успокоилась по сравнению с несколькими последними неделями перед ней. В городе находилось, по его словам, до 400 тыс. солдат и матросов, полностью вышедших из под всякого контроля. К 1 января 1918 года обстановка в Петрограде снова ухудшилась, и жить там стало «невозможно». Реальностью стали массовые грабежи, конфискации частных автомобилей и «секвестирование» частных домов.
В целом он описал Петроград в ноябре 1917 года, как находившийся под сильным германским влиянием. После бегства в Финляндию он обнаружил, что там также идёт гражданская война, и ситуация в Гельсингфорсе (Хельсинки) даже ещё хуже, чем в Петрограде.
В ответ на показания Симмонса комиссия получила протест президента Американского еврейского комитета Луи Маршалла. Он заявлял, что пресса изображает из нью-йоркского района Нижний Ист-Сайд «пугало», тогда как его жители на самом деле, по его мнению, законопослушные граждане, которые чтят обязанности гражданина, платят налоги и «понимают дух Америки». В своём заявлении газете Нью-Йорк Таймс он также заявил, что евреи представлены среди политических противников большевизма — «социал-демократов» (видимо, имелись в виду меньшевики) и кадетов, а еврейскую партию Бунд большевики прямо пытаются уничтожить. По его заявлению, евреи чтят «закон и порядок», которые большевики «разрушают», а в центре мира еврея стоит дом и семья, тогда как большевики «отвергают брак и подрывают мораль».
Другой представитель еврейских организаций, президент «Бней-Брит», масон, Саймон Вольф, заявил, что его не удивляют попытки сделать из еврейства козла отпущения «за любое движение».
Журналист Герман Бернштейн, три раза посещавший Россию в 1917—1918 годах, заявил, что Троцкий живёт в «роскошном доме», ездит на «царских автомобилях», и по его приказу было конфисковано в неизвестных целях полтора пуда шоколада. Также свидетель сообщил об убийстве кадетских деятелей Шингарёва и Кокошкина. Член Комиссии сенатор Кнут Нельсон спросил свидетеля, как он оценивает связи с немцами Распутина, Штюрмера и Протопопова. Свидетель высказал мнение, что Штюрмер и Протопопов «были друзьями Германии», а «влияние Распутина на царя», по его оценке, «использовалось германскими агентами в России». На вопрос сенатора Нельсона, считает ли он идеальной формой правления для России конституционную монархию с «ответственным министерством» по образцу Великобритании или скандинавских стран, свидетель ответил, что считает идеальным республиканское правление по образцу Франции, или федеративное по образцу США.
Бернштейн опроверг заявление Симмонса, что большинство или, по крайней мере, «многие» из большевистских лидеров якобы являлись евреями из нью-йоркского района Нижний Ист-Сайд. По его мнению, представленный Симмонсом список «евреев-большевиков» неверен: в него включены лица, не являющиеся евреями, также включены лица, которые даже не являются большевиками. Он подтвердил, что Троцкий действительно жил в нью-йоркском районе Нижний Ист-Сайд, однако он был там всего два месяца перед революцией, и был «очень непопулярен».
По заявлению Бернштейна, бессмысленно изображать большевизм, как явление еврейское «или христианское»: такие лидеры большевизма, как «Николай Ленин», Чичерин, Крыленко, Дыбенко, Коллонтай, Луначарский, Бонч-Бруевич и Максим Горький по своему происхождению являлись христианами, однако отвергли религию: «большевизм это не вопрос религии или расы». Он указал, что большевизм зародился, как фракция РСДРП «15 лет назад», в 1909 году в школе на Капри действовали такие лица, как Ленин, Максим Горький, Алексинский, Луначарский, Богданов и Михайлов. Не один из них не был евреем. Само большевистское правление он описал, как «тиранию» фанатиков, превратившую страну в «огромное кладбище».
Корреспондент Нью-Йорк Таймс Карл В. Акерман, путешествовавший вместе с Берштейном, покинул Россию 23 декабря 1918 года. Он заявил, что в Сибири большевики не имели власти. Власть в Омске принадлежала «всероссийскому правительству», избранному в Уфе. 16 ноября 1918 года оно было свергнута, и установлена «диктатура» Колчака. Он представляет военных, однако заявляет, что форму государственного устройства России должно определить Учредительное собрание. Власть Колчака ограничивается Уралом; в Иркутске властью является «лидеров казаков» Аненков, который «не поддерживает» Колчака.
«Социальный работник» из Чикаго, член миссии Красного Креста полковник Раймонд Робинс находился в России с июля 1917 до 1 июня 1918. По его мнению, главной проблемой в России являлся продовольственный вопрос, но он возник не вследствие отсутствия хлеба как такового, но из-за общего краха системы распределения и транспортировки. С падением самодержавия уважение к власти и страх перед возможным наказанием рухнули. Реальной властью зачастую стали Советы, тогда как такие учреждения, как Дума, земства и волости фактически стали декоративными. Именно Советы стали растущим механизмом нового социального контроля, причём в них не было ничего нового; Троцкий фактически был председателем Петросовета в 1905 году, а крестьяне с ещё более старых времён привыкли к традиционному общинному самоуправлению («мирам»).
Посол США в России Дэвид Р. Фрэнсис сообщил о голоде в Петрограде. По словам свидетеля, когда в Петрограде началась холера, Зиновьев обвинил в её распространении буржуазию, и заявил, что «Любой красноармеец, если он думает, что врач не выполняет своего долга, должен расстрелять его на месте».
Сотрудник миссии YMCA и вице-консул США Роберт Ф. Леонард сообщил о разложении бывшей царской армии в 1917 году, о боях за Киев в 1918 году, утверждал, что после взятия Киева большевики наложили на него контрибуцию в 100 тыс. руб. Кроме того, Роберт Леонард описал методы ВЧК следующим образом: «Они исходят из теории, что каждый человек, против которого выдвинуты какие-либо обвинения, виновен, пока не доказано обратного. Они принимают анонимные донесения или предупреждения, что человек замечен в контрреволюционной деятельности, и на этом основании они его арестовывают и могут держать месяцами прежде чем дело будет рассмотрено. <…> Они очень первобытны в своих методах». Сам свидетель также арестовывался в Царицыне по подозрению в причастности к антибольшевистскому заговору, и сравнил ВЧК с инквизицией: «она имеет неограниченную власть и совмещает в себе прокурора и судью».
Комиссия также рассмотрела так называемый Декрет «О национализации женщин» во Владимире, и аналогичный декрет, якобы опубликованный анархистами в Саратове (по данным исследователя Алексея Велидова, декрет из Саратова был фальсификацией члена Союза Русского Народа Михаила Уварова, приписавшего данный декрет анархистам; сам Уваров в порядке мести был расстрелян анархистами при обыске). Комиссия Овермэна, судя по всему, не делала никакой разницы между большевиками и анархистами (красное знамя называлось «символом анархии» и т. п.); в стенограмме слушаний приписываемый анархистам декрет рассматривается, как образец «большевистской морали».
Помимо прочих материалов, Комиссия зачитала донесение британского представителя Р. Локкарта своему правительству. Локкарт сообщил о массовых закрытиях газет, отмене свободы собраний, бессудных арестах и расстрелах, о практике заложничества, гиперинфляции, и о намерении Ленина «зажечь гражданскую войну по всей Европе».

### Показания американских граждан — сторонников большевизма
Жена Джона Рида Луиза Брайант (в стенограмме слушаний также упоминаемая, как «миссис Рид») сообщила о разгоне Учредительного собрания. Был допрошен и сам Джон Рид, показавший, что Октябрьская революция была, по его мнению, ответом на силовые действия Керенского (в частности, занятие юнкерами газеты «Правда»). Также свидетель сообщил Комиссии о Корниловском выступлении, которое назвал «гражданской войной». Зная работу Советского государства «изнутри» (он работал два месяца в Бюро интернациональной революционной пропаганды при Наркомате иностранных дел), Джон Рид указал на фактические ошибки других свидетелей, в частности, комиссаром Николаевской железной дороги был ошибочно назван некто Шатов, а главой Петрограда некоторые свидетели назвали не Зиновьева, а Зорина, который, действительно, некоторое время был главой Северной области (Северной коммуны). Комментируя состав органов Советской власти, Джон Рид предложил Комиссии, чтобы избежать возможных спекуляций на эту тему, почитать официальную газету «Известия ВЦИК», в которой этот состав публиковался.
Комиссия очень подробно допросила свидетеля о ходе национализации в Советской России, также указав, что, в случае проведения подобной национализации в США, она бы противоречила Конституции. Не менее подробно Комиссия допросила Джона Рида, каких именно недавних иммигрантов из Америки он видел в Советской России, неоднократно задавались вопросы, было ли то или иное лицо «натурализовано в этой стране» (США). Свидетель смог упомянуть, помимо Троцкого, ещё несколько фамилий: ехавший вместе с Троцким через Канаду Гершон Мельничанский (Мельчер), Шатов, Петровский (Нельсон), Рейнштейн, Зорин (Гумберг), некто Маньинин («бывший при большевиках мэром Сестрорецка») и доставивший «документы Сиссона» Александр Гумберг. Вместе с тем, по словам свидетеля, из всех членов Совнаркома когда-либо был в Америке только один Троцкий.
Явные симпатии Джона Рида к революции в России привели к тому, что ему был задан ряд вопросов: с какой целью он занимается в Соединённых Штатах пропагандой «анархизма» и «уничтожения любого правительства», правда ли, что он планирует переправить в США «три миллиона винтовок» с целью вооружить «три миллиона американских рабочих», и даже, правда ли, что он находился в немецких окопах, и стрелял из немецкого пулемёта. Джон Рид отверг все эти обвинения, в частности, назвав приписываемый ему план «переправить в США три миллиона винтовок» «дурацким» (foolish) и «невозможным» (impossible). Отдельно свидетель отметил, что он, действительно, является сторонником социальных изменений в США, однако таковые изменения вовсе не обязательно должны означать применение силы.
Очевидец Октябрьской революции, журналист Альберт Вильямс показал, что, по его мнению, «девяносто пять процентов русского народа» поддерживают революцию, хотя и «в Америке информация о России обычно черпается из кругов, близких к тем пяти процентам русского народа, которые враждебно относятся к революции». Также свидетель обратил внимание Комиссии на существование и белого террора, который, по мнению свидетеля, имел даже большие масштабы.

М-р Вильямс: … 19 из 20 русских людей верят, что земля никогда не принадлежала помещикам … «Земля принадлежит Богу и народу». Советы сформулировали этот принцип в простом лозунге, первом среди советских лозунгов — «Земля-народу».

Сенатор Овермэн: То есть Вы утверждаете, что русский народ в целом, на 85 %, невежествен, как дитя, и ничего не знает ни о своих правах, ни о том, что он считает своими правами?

Гражданка США, обозначенная в протоколах, как «мисс Бесси Бити» находилась в России с весны 1917 года до февраля 1918, где лично общалась, в том числе, с Коллонтай, Лениным и Троцким. По её словам, уже весной 1917 года экономика страны была подорвана войной, а население не желало воевать. Она заявила, что в России «практически каждый» — социалист и Учредительное Собрание состояло только из социалистов, хотя и различных течений, таких же далёких друг от друга, как «северный полюс и южный полюс».
Свидетельница объяснила комиссии, что система Советов возникла до прихода к власти «Ленина и Троцкого», попыталась объяснить систему двоевластия, указала, что старая Дума была «удобной царю», и не только у Ленина и Троцкого были сомнения в правомерности её представительства. Она заявила, что «царство террора» началось только через год после революции, и высказала мнение, что США не должны участвовать в интервенции. Вместе с тем она признала, что Учредительное Собрание было разогнано силой, вооружёнными людьми.
Свидетельница заявила, что она не является сторонником большевизма и не связана с социалистическими организациями в США, однако интересуется русской культурой. По-русски, однако, говорит «мало».
Шотландец из Эдинбурга Фрэнк Кэдди заявил, что представляет Американское общество друзей России («общество друзей» — одно из названий религиозных организаций квакеров). Он находился в России с осени 1916 по декабрь 1918 года. Во время «мартовской революции» (так в тексте) свидетель находился в Самаре, во время «большевистской революции» — в городе Уральск. В самой России он работал на Английское общество друзей, состоящее из квакеров, и занимавшееся помощью беженцам, которых к моменту германского наступления на Петроград скопилось по всей стране до 7 миллионов.
По сообщениям, которые он получал в Самаре из Петрограда, на январь 1918 года в столице была «довольно плохая» ситуация с продовольствием. После переноса столицы в Москву он прибыл туда в мае. Он указал на тяжелую военную ситуацию, попытки Корнилова и Каледина установить «военную диктатуру». По его заявлению, правая газета «Русское слово» призывала к захвату Константинополя («Царьграда»), хотя «средний русский крестьянин не знает, где находится Царьград». По мнению свидетеля, население России в целом негативно относилось к «прусскому милитаризму» (судя по всему, сам свидетель в силу своих религиозных убеждений также негативно относился к милитаризму как таковому).

Цены поднимались. Каждый либо воевал, либо делал оружие, так что еда стала дорогой.

Свидетель подробно рассказал о национализации земли, заявил, что сам он не является сторонником большевизма, и намерен в течение недели покинуть США и вернуться в Россию для работы на Общество друзей. Он высказал мнение, что если Америка поддерживает «доктрину Монро», то и Россия могла бы поддерживать собственную похожую доктрину, а войска, по его словам, должны быть «выведены».
Кэдди заявил, что он отказывается от военной службы по идейным мотивам (отказник совести), за что комиссия обрушила на него целый шквал обвинений в нежелании, в том числе, поддержать собственных родных братьев, сражавшихся на фронте.

### Показания белоэмигрантов
Бывший зампред ВЦИК эсеро-меньшевистского Всероссийского Съезда Крестьянских Советов, белоэмигрант Григорий Мартюшин, покинувший Россию 2 ноября 1918 года, сообщил о роспусках местных Советов, большинство в которых оказывалось небольшевистским. Также свидетель сообщил, что, по его мнению, большинство крестьян, хотя и «не очень разбираются в разных партиях, существующих в России», но настроены антибольшевистски из-за «практики их правления». Далее свидетель рассказал о столкновениях между крестьянами и продотрядами из рабочих. По словам свидетеля, в деревнях осталось много оружия, принесённого дезертирами с фронта, «например, в моей деревне двадцать винтовок», но «боеприпасов у крестьян было очень мало».
Сотрудник министерства земледелия Временного правительства Теодор Криштофович показал, что перед революцией в России насчитывалось, в общей сложности, 25 политических партий, скептически отозвался о результатах раздела земли по Декрету о земле, оценив полученные крестьянами «прирезки» в среднем в 2 акра на человека. Также скептически свидетель отозвался о введённом в 1917 году на заводах рабочем контроле, отметив, что у фабзавкомов были «очень примитивные идеи об устройстве кредита, о том, как покупают сырьё и так далее…у них нет кредита, нет денег, нет хороших управляющих, а инженеры отказываются с ними работать, потому что большевики поставили во главе производства неспециалистов». Кроме того, Криштофович сообщил о попытках большевиков вывести промышленность из взрывоопасного Петрограда и вновь запустить её, упомянул об организации большевиками продотрядов («food detachment») из рабочих. Также свидетель упомянул о «классовом пайке», и детально описал цены на «чёрном рынке».
Свидетель показал, что многие рабочие выступали на стороне большевиков, пока их фабрики не закрылись; тогда все протесты уже пресекались красногвардейцами. Крестьяне же против большевизма.

М-р Криштофович: … крестьяне поддерживали большевиков только затем, чтобы получить землю. После того, как землю они получили, они решили, что большевики стали больше не нужны, особенно когда стали отбирать продовольствие…теперь большинство крестьян открыто взбунтовались против большевиков. Когда я уезжал из Петрограда, слышал, что в Туле они поймали большевистских лидеров, и закопали их живьём в землю.

Сенатор Овермэн: Закопали живьём?

М-р Криштофович: Да, сэр…

По его описанию, Россия находился под властью «12 или 13» разных правительств, большевики контролируют лишь четверть Европейской части России. По мнению свидетеля, большевики состоят из трёх частей: «сумасшедшие», «мошенники» и «двуногий скот» (two-legged herd). В заключение свидетель показал, что во время Гражданской войны в Финляндии «красные» финны пытались выпускать собственные деньги (финские марки), однако затем «белое» правительство объявило соответствующие серии фальшивыми. По мнению свидетеля, то же самое следует делать с деньгами, которое печатает большевистское правительство.
Свидетель заявил, что власть большевиков теряет поддержку рабочих и крестьян, и держится только на штыках латышских стрелков и китайских наёмников. Латыши не могут вернуться домой, потому что их там всех повесят.
Одним из самых эмоциональных было выступление деятеля партии эсеров, «бабушки русской революции» Брешко-Брешковской Е. К., потребовавшей от Соединённых Штатов направить в Россию «50 тысяч солдат» с целью восстановить власть Учредительного собрания.
Военный атташе Чехословацкого легиона в Вашингтоне полковник Хурбан выразил мнение, что «текущая ситуация в России естественно и логично выросла из тех условий, что были до революции», и была «подготовлена старым царским режимом», который, по мнению свидетеля, «силой держал народ во тьме и невежестве, правящий класс же деградировал, и состоял из коррупционеров и предателей». Кроме того, свидетель описал царское правительство в начале войны, как «прогерманское».
По мнению свидетеля, никто в России не имел «национальных чувств», «как мы их понимаем», произошло же это потому, что поддерживавшие царя «правящие классы» выродились, были деморализованы и коррумпированы. В то же время «либеральные классы отвергали национальность». Единственными националистами являлись монархисты-славянофилы.
Сенатор Стерлинг задал свидетелю вопрос, считает ли он в таком случае, что сам царь был коррумпирован и прогермански настроен. Свидетель ответил, что считает царя «слабым» человеком, с чем сенатор согласился. В то же время, по словам полковника Хурбана, царица была «умной». Сама она была немкой.
По заявлению свидетеля, анархия в России началась после отречения царя. Чиновники привыкли считать личность царя «близкой к Богу», и никогда не служили народу, а только своему начальству. Отречение вызвало в их среде деморализацию. Для крестьян идея закона также была сосредоточена в личности царя, и после его отречения крестьянство ударилось в беззаконие и анархию. По его мнению, за анархию на 50 % ответственен старый режим, на 25 % Керенский, и на 25 % большевики.
Белоэмигрант Бразоль Б. Л. в Комиссию не вызывался, так как уехал из России ещё в 1916 году и, соответственно, не был свидетелем революционных событий. По собственной инициативе Бразоль передаёт Комиссии собственный перевод «Протоколов сионских мудрецов». Ознакомившись с текстом, Комиссия пересылает его Генеральному прокурору и военно-разведывательному управлению США, после чего получает от последнего заключение, что текст является фальшивкой.

### Отчёт Комиссии

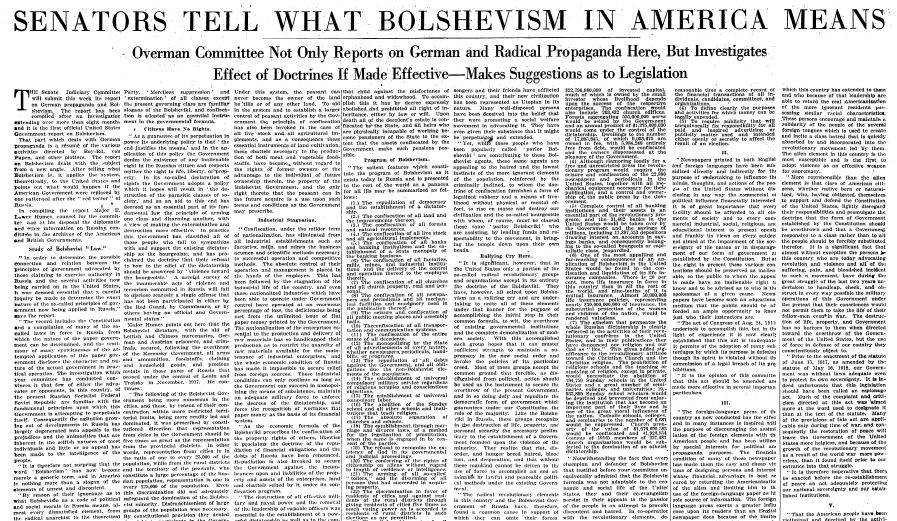
Копия отчёта комиссии в газете The New York Times от 15 июня 1919.

В июне 1919 года Комиссия Овермэна опубликовала свой финальный отчёт длиной 35 тыс. слов. По выводам Комиссии, в случае замены в США капитализма на коммунизм результатом должны стать нищета, голод, массовые конфискации и террор. По результатам расследования Комиссия обвинила ряд связанных с Германией организаций в Америке (Национальный Германо-Американский Альянс и др.) в попытке захватить контроль над американской прессой, выборами и общественным мнением.
Основным выводом Комиссии Овермэна стала рекомендация депортировать из Соединённых Штатов радикально настроенных иммигрантов, ужесточить контроль над оборотом взрывчатых веществ, и за публикациями на иностранных языках.

## Критика
По крайней мере две трети допрошенных комиссией свидетелей являлись идейными противниками большевизма. Тем же свидетелям, кто не высказал открытой враждебности новой власти, пришлось столкнуться со шквалом вопросов, не являются ли они сами сторонниками большевизма, не связаны ли с социалистическими организациями, действующими в США, не поддерживают ли идею организации в этой стране вооруженного переворота. Члены комиссии довольно откровенно называли Советскую Россию «царством террора» и «диктатурой Ленина и Троцкого», а Октябрьскую («ноябрьскую») революцию — «революцией Ленина и Троцкого» (Февральская («мартовская») революция же именовалась «революцией Керенского», хотя фактически он пришёл к власти только в мае).
Вместе с тем члены комиссии не высказывали и никаких симпатий «старому режиму». Они сочувственно выслушивали заявления о том, что царское правительство якобы являлось «прогерманским» и соглашались с тем, что Николай II был «слабым» правителем. Один из членов комиссии прямо заявил, что «мы все одобряем» свержение царя.
Комиссия уделила большое внимание слухам о пресловутом «декрете о национализации женщин» (один из подобных декретов объявлял всех женщин старше 18 лет «собственностью государства»). Другой «мандат» предоставлял предъявителю право «социализировать 10 девиц возрастом от 16 до 20 лет», указывалось, что подобные документы прямо опираются на «Манифест Коммунистической партии» Карла Маркса, содержащий тезис об отмене семьи.
Судя по всему, члены комиссии не видели особенной разницы между анархистами и большевиками; в действительности, отношения этих двух сил окончательно испортились уже в начале 1918 года, вплоть до вооружённых столкновений.
Общим местом в слушаниях стала тема большевистско-германского сотрудничества. Ленин представал в показаниях свидетелей, как немецкий шпион, а Красная армия — как сила, организованная германскими офицерами из латышей и китайцев, и предназначенная исключительно для карательных операций внутри страны. В действительности же, советско-германские отношения окончательно испортились уже к осени 1918 года, после того как советское полпредство в Берлине не без успеха принялось организовывать революцию уже в самой Германии. Между тем, комиссия рассмотрела, помимо прочих свидетельств, также пресловутые «документы Сиссона», якобы доказывающие, что «настоящие главы большевизма — Ленин и Троцкий, со своими подручными, являются германскими агентами».
Другим общим местом стала тема представительства евреев в большевистской партии. Свидетели сообщали явно фантастические сведения, что большинство лидеров большевизма якобы являются евреями из нью-йоркского района Нижний Ист-Сайд. Уже во время своей работы комиссия получила по этому поводу протесты со стороны американских еврейских организаций.
Однако, в отличие от Европы с её тысячелетней историей еврейских погромов, в США с момента основания этой страны была декларирована религиозная и национальная терпимость (что было видно, в том числе, и по составу самой комиссии — из четырёх человек один являлся этническим норвежцем, а другой — мормоном). Единственным крупным антисемитским инцидентом в США было, и до сих пор остаётся, линчевание Лео Франка в 1915 году. В этих условиях неприязнь обратилась не на евреев как таковых, а приняла форму ярко выраженной антииммигрантской ксенофобии.
Неприязнь вызывали недавние иммигранты, ещё не натурализованные в США, жившие в перенаселённых нищих районах Нижнего Ист-Сайда, и зачастую плохо говорившие по-английски. В глазах американского истеблишмента они казались смутьянами, «заражёнными» модными тогда в Европе левыми идеями, и противопоставлялись предыдущим волнам иммигрантов, которые уже успели укорениться в стране. Единственным методом борьбы со «вторжением» вместе с новыми иммигрантами также и левых идей могла быть только депортация из США.
Явная враждебность высказывалась также к «левацкому» профсоюзу IWW, который фактически изображался, как советская агентура.